# Südostasienspiele 1995/Badminton
Titelträger im Badminton wurden bei den Südostasienspielen 1995 in Chiang Mai in fünf Einzel- und zwei Mannschaftsdisziplinen ermittelt. Die Spiele fanden vom 9. bis zum 17. Dezember 1995 statt.

## Medaillengewinner
| Disziplin    | Gold | Silber | Bronze |
| ------------ | --- | --- | --- |
| Herreneinzel | Joko Suprianto | Ardy Wiranata | Rashid Sidek |
| Herreneinzel | Joko Suprianto | Ardy Wiranata | Ong Ewe Hock |
| Dameneinzel  | Susi Susanti | Jaroensiri Somhasurthai | Pornsawan Plungwech |
| Dameneinzel  | Susi Susanti | Jaroensiri Somhasurthai | Lidya Djaelawijaya |
| Herrendoppel | Cheah Soon Kit Yap Kim Hock                                                                                                | Ricky Subagja Rexy Mainaky | S. Antonius Budi Ariantho Denny Kantono                                                                                     |
| Herrendoppel | Cheah Soon Kit Yap Kim Hock                                                                                                | Ricky Subagja Rexy Mainaky | Pramote Teerawiwatana Sakrapee Thongsari                                                                                    |
| Damendoppel  | Finarsih Lili Tampi | Eliza Nathanael Zelin Resiana | Plernta Boonyarit Pornsawan Plungwech                                                                                       |
| Damendoppel  | Finarsih Lili Tampi | Eliza Nathanael Zelin Resiana | Dujfan Iangsuwanpatema Ruksita Sookboonmak                                                                                  |
| Mixed        | Tri Kusharyanto Minarti Timur                                                                                              | Denny Kantono Eliza Nathanael | Khunakorn Sudhisodhi Sujitra Ekmongkolpaisarn                                                                               |
| Mixed        | Tri Kusharyanto Minarti Timur                                                                                              | Denny Kantono Eliza Nathanael | Roslin Hashim Chor Hooi Yee                                                                                                 |
| Herrenteam   | Indonesien Joko Suprianto Ardy Wiranata Ricky Subagja Rexy Mainaky S. Antonius Budi Ariantho Denny Kantono Tri Kusharyanto | Malaysia Rashid Sidek Ong Ewe Hock Cheah Soon Kit Yap Kim Hock Roslin Hashim Soo Beng Kiang Tan Kim Her                                    | Thailand Teeranun Chiangtha Kitipon Kitikul Siripong Siripool Khunakorn Sudhisodhi Pramote Teerawiwatana Sakrapee Thongsari |
| Herrenteam   | Indonesien Joko Suprianto Ardy Wiranata Ricky Subagja Rexy Mainaky S. Antonius Budi Ariantho Denny Kantono Tri Kusharyanto | Malaysia Rashid Sidek Ong Ewe Hock Cheah Soon Kit Yap Kim Hock Roslin Hashim Soo Beng Kiang Tan Kim Her                                    | Myanmar Aung Kyaw Han Ba Bahal Maung Maung Win Tun Htein Zaw Tun Tun Zaw Win                                                |
| Damenteam    | Indonesien Lidya Djaelawijaya Eliza Nathanael Finarsih Zelin Resiana Susi Susanti Lili Tampi Minarti Timur                 | Thailand Plernta Boonyarit Sujitra Ekmongkolpaisarn Dujfan Iangsuwanpatema Jaroensiri Somhasurthai Pornsawan Plungwech Ruksita Sookboonmak | Malaysia Ishwarii Boopathy Chan Chia Fong Chor Hooi Yee Kuak Seok Choon Kuak Sipok Choon Law Pei Pei Lim Pek Siah           |
| Damenteam    | Indonesien Lidya Djaelawijaya Eliza Nathanael Finarsih Zelin Resiana Susi Susanti Lili Tampi Minarti Timur                 | Thailand Plernta Boonyarit Sujitra Ekmongkolpaisarn Dujfan Iangsuwanpatema Jaroensiri Somhasurthai Pornsawan Plungwech Ruksita Sookboonmak | Singapur Zarinah Abdullah Chin Yen Peng Fatimah Kumin Lim Zanetta Lee Lim Chia Siong Tan Wei Wun Yong Jui Shan              |

## Resultate

### Herreneinzel
|  | Halbfinale | Halbfinale     | Halbfinale | Halbfinale | Halbfinale |  |  | Finale | Finale         | Finale | Finale | Finale |
|  |            |                |            |            |            |  |  |        |                |        |        |        |
|  |            |                |            |            |            |  |  |        |                |        |        |        |
|  |            | Joko Suprianto | 15         | 15         |            |  |  |        |                |        |        |        |
|  |            | Ong Ewe Hock   | 7          | 7          |            |  |  |        |                |        |        |        |
|  |            |                |            |            |            |  |  |        | Joko Suprianto | 15     | 15     |        |
|  |            |                |            |            |            |  |  |        | Ardy Wiranata  | 10     | 9      |        |
|  |            | Rashid Sidek   | 11         | 10         |            |  |  |        |                |        |        |        |
|  |            | Ardy Wiranata  | 15         | 15         |            |  |  |        |                |        |        |        |
|  |            |                |            |            |            |  |  |        |                |        |        |        |

### Dameneinzel
|  | Semifinal | Semifinal               | Semifinal | Semifinal | Semifinal |  |  | Finale | Finale                  | Finale | Finale | Finale |
|  |           |                         |           |           |           |  |  |        |                         |        |        |        |
|  |           |                         |           |           |           |  |  |        |                         |        |        |        |
|  |           | Susi Susanti            | 11        | 11        |           |  |  |        |                         |        |        |        |
|  |           | Pornsawan Plungwech     | 6         | 2         |           |  |  |        |                         |        |        |        |
|  |           |                         |           |           |           |  |  |        | Susi Susanti            | 11     | 11     |        |
|  |           |                         |           |           |           |  |  |        | Jaroensiri Somhasurthai | 4      | 0      |        |
|  |           | Jaroensiri Somhasurthai | 12        | 12        |           |  |  |        |                         |        |        |        |
|  |           | Lidya Djaelawijaya      | 11        | 10        |           |  |  |        |                         |        |        |        |
|  |           |                         |           |           |           |  |  |        |                         |        |        |        |

### Herrendoppel
|  | Halbfinale | Halbfinale                               | Halbfinale | Halbfinale | Halbfinale |  |  | Finale | Finale                      | Finale | Finale | Finale |
|  |            |                                          |            |            |            |  |  |        |                             |        |        |        |
|  |            |                                          |            |            |            |  |  |        |                             |        |        |        |
|  |            | Rexy Mainaky Ricky Subagja               | 15         | 15         |            |  |  |        |                             |        |        |        |
|  |            | Pramote Teerawiwatana Sakrapee Thongsari | 5          | 1          |            |  |  |        |                             |        |        |        |
|  |            |                                          |            |            |            |  |  |        | Rexy Mainaky Ricky Subagja  | 13     | 9      |        |
|  |            |                                          |            |            |            |  |  |        | Cheah Soon Kit Yap Kim Hock | 15     | 15     |        |
|  |            | S. Antonius Budi Ariantho Denny Kantono  | 11         | 15         | 7          |  |  |        |                             |        |        |        |
|  |            | Cheah Soon Kit Yap Kim Hock              | 15         | 6          | 15         |  |  |        |                             |        |        |        |
|  |            |                                          |            |            |            |  |  |        |                             |        |        |        |

### Damendoppel
|  | Halbfinale | Halbfinale                                 | Halbfinale | Halbfinale | Halbfinale |  |  | Finale | Finale                        | Finale | Finale | Finale |
|  |            |                                            |            |            |            |  |  |        |                               |        |        |        |
|  |            |                                            |            |            |            |  |  |        |                               |        |        |        |
|  |            | Eliza Nathanael Zelin Resiana              | 15         | 15         |            |  |  |        |                               |        |        |        |
|  |            | Dujfan Iangsuwanpatema Ruksita Sookboonmak | 8          | 6          |            |  |  |        |                               |        |        |        |
|  |            |                                            |            |            |            |  |  |        | Eliza Nathanael Zelin Resiana | 7      | 3      |        |
|  |            |                                            |            |            |            |  |  |        | Finarsih Lili Tampi           | 15     | 15     |        |
|  |            | Plernta Boonyarit Pornsawan Plungwech      | 7          | 15         | 7          |  |  |        |                               |        |        |        |
|  |            | Finarsih Lili Tampi                        | 15         | 6          | 15         |  |  |        |                               |        |        |        |
|  |            |                                            |            |            |            |  |  |        |                               |        |        |        |

### Mixed
|  | Halbfinale | Halbfinale                                    | Halbfinale | Halbfinale | Halbfinale |  |  | Finale | Finale                        | Finale | Finale | Finale |
|  |            |                                               |            |            |            |  |  |        |                               |        |        |        |
|  |            |                                               |            |            |            |  |  |        |                               |        |        |        |
|  |            | Tri Kusharyanto Minarti Timur                 | 15         | 15         |            |  |  |        |                               |        |        |        |
|  |            | Roslin Hashim Chor Hooi Yee                   | 1          | 1          |            |  |  |        |                               |        |        |        |
|  |            |                                               |            |            |            |  |  |        | Tri Kusharyanto Minarti Timur | 15     | 15     |        |
|  |            |                                               |            |            |            |  |  |        | Denny Kantono Eliza Nathanael | 8      | 4      |        |
|  |            | Khunakorn Sudhisodhi Sujitra Ekmongkolpaisarn | 8          | 6          |            |  |  |        |                               |        |        |        |
|  |            | Denny Kantono Eliza Nathanael                 | 15         | 15         |            |  |  |        |                               |        |        |        |
|  |            |                                               |            |            |            |  |  |        |                               |        |        |        |

## Medaillenspiegel
| Platz | Land       | Gold | Silber | Bronze | Gesamt |
| ----- | ---------- | ---- | ------ | ------ | ------ |
| 1     | Indonesien | 6    | 4      | 2      | 12     |
| 2     | Malaysia   | 1    | 1      | 4      | 6      |
| 3     | Thailand   | -    | 2      | 6      | 8      |
| 4     | Singapur   | -    | -      | 1      | 1      |
| 4     | Myanmar    | -    | -      | 1      | 1      |